# Чюї (Оклахома)
Чюї (англ. Chewey) — переписна місцевість (CDP) в США, в окрузі Адер штату Оклахома. Населення — 548 осіб (2020).

## Географія
Чюї розташоване за координатами 36°5′17″ пн. ш. 94°44′30″ зх. д. / 36.08806° пн. ш. 94.74167° зх. д. (36.088041, -94.741778).  За даними Бюро перепису населення США в 2010 році переписна місцевість мала площу 56,19 км², з яких 56,12 км² — суходіл та 0,07 км² — водойми.

## Демографія
Згідно з переписом 2010 року, у переписній місцевості мешкало 135 осіб у 44 домогосподарствах у складі 35 родин. Густота населення становила 2 особи/км².  Було 49 помешкань (1/км²).
Расовий склад населення:
| - 68,9 % — корінних американців - 26,7 % — білих |

До двох чи більше рас належало 4,4 %. Частка іспаномовних становила 0,7 % від усіх жителів.
За віковим діапазоном населення розподілялося таким чином: 27,4 % — особи молодші 18 років, 52,6 % — особи у віці 18—64 років, 20,0 % — особи у віці 65 років та старші. Медіана віку мешканця становила 39,4 року. На 100 осіб жіночої статі у переписній місцевості припадало 110,9 чоловіків;  на 100 жінок у віці від 18 років та старших — 104,2 чоловіків також старших 18 років.
За межею бідності перебувало 20,2 % осіб, у тому числі 26,1 % дітей у віці до 18 років та 0,0 % осіб у віці 65 років та старших.
Цивільне працевлаштоване населення становило 35 осіб. Основні галузі зайнятості: виробництво — 31,4 %, освіта, охорона здоров'я та соціальна допомога — 28,6 %, публічна адміністрація — 20,0 %, сільське господарство, лісництво, риболовля — 14,3 %.